# ألف رامسي

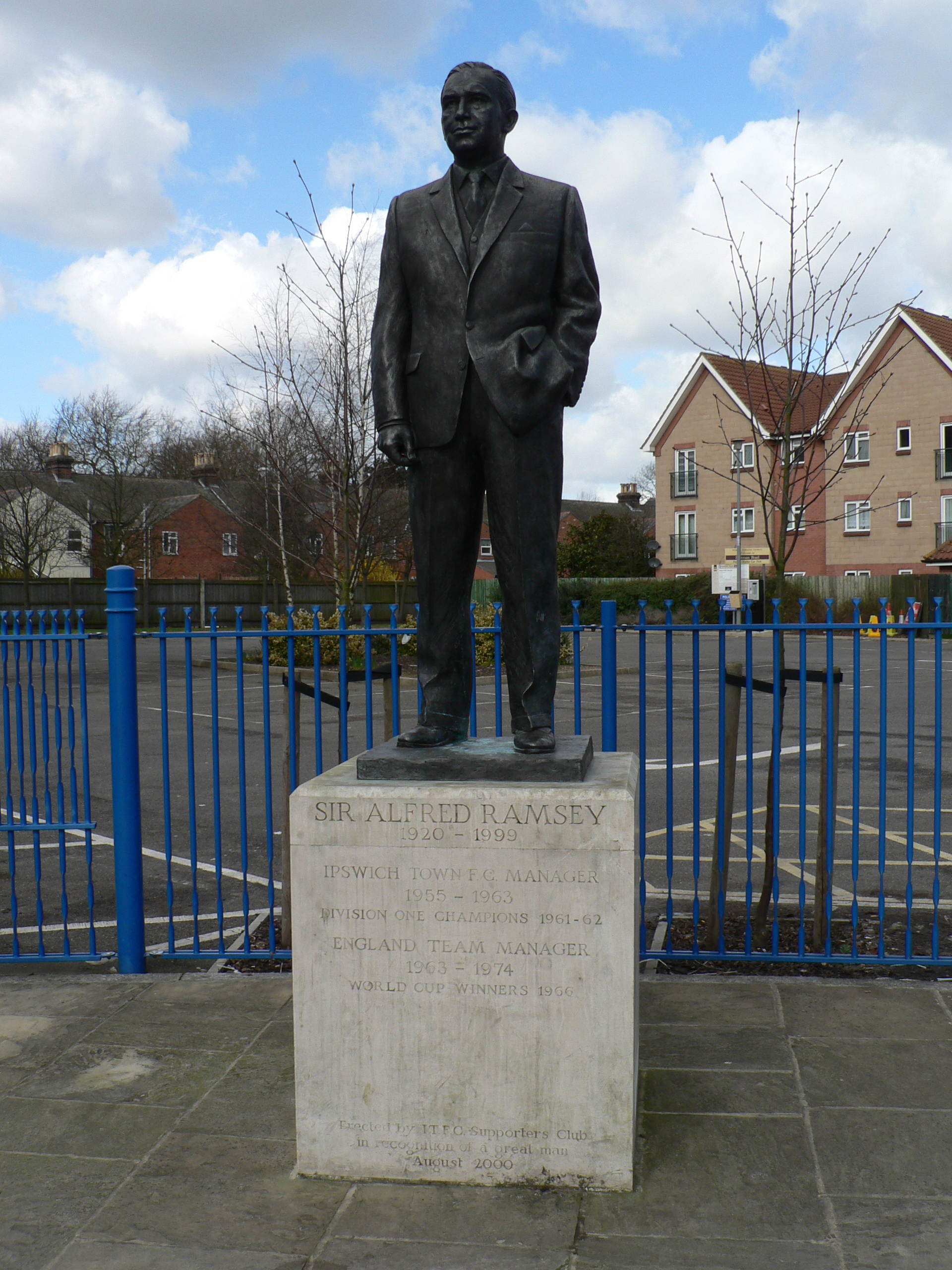
ألف رامسي

ألف رامسي (بالإنجليزية: Alf Ramsey)‏، من مواليد 22 يناير 1920 في داغنهام في إنجلترا، وتوفي في 28 ابريل 1999 في سوفولك في إنجلترا، لاعب كرة قدم ومدرب إنجليزي سابق وكان مدرب منتخب إنجلترا عام 1966 عند حصوله على كأس العالم 1966.

## مسيرتة كلاعب
بدأ مسيرته الكروية مع نادي ساوثامبتون في عام 1943، ولعب معهم حتى عام 1949، وشارك معهم في 90 مباراة وسجل 8 أهداف، وفي عام 1949 انتقل إلى نادي توتنهام هوتسبير، ولعب معهم حتى عام 1955، وشارك معهم في 226 مباراة وسجل 24 هدف.
لعب مع منتخب إنجلترا لكرة القدم بين عامي 1948 و1954، وشارك معهم في 32 مباراة وسجل 3 أهداف.

## مسيرتة كمدرب
بدأ مسيرته التدريبية مع نادي إيبسويتش تاون في عام 1955، واستمر في تدريبهم حتى عام 1963، وفي عام 1963 عُين مدرباً لمنتخب إنجلترا، واستمر في تدريبهم حتى عام 1974، وقد فاز معهم في بطولة كأس العالم عام 1966، وفي موسم 1977/1978 درب نادي برمنغهام سيتي.

## روابط خارجية
- ألف رامسي على موقع قاعدة بيانات كرة القدم.إي يو (الإنجليزية)
- ألف رامسي على موقع ناشيونال فوتبول تيمز (الإنجليزية)
- ألف رامسي على موقع Soccerbase.com (لاعب) (الإنجليزية)
- ألف رامسي على موقع Soccerbase.com (مدرب) (الإنجليزية)